# محلة الدنكجية
محلة الدنكجية، محلة بغدادية قديمة في العراق، وحي سكني قديم، تقع في جانب الرصافة من بغداد، قال عنها الكاتب والمؤرخ أمين المميز: «كانت بالنسبة لبغداد قطب الكون، وعگد الصخر الذي يخترقها من الشمال وينتهي بالجسر القديم بمثابة الشريان الأبهر بالنسبة للقلب.»
وسبب تسميتها بهذا الاسم هو كما ذكر الشيخ جلال الحنفي في كتابهِ «معجم اللغة العامية البغدادية» حيث أشار أنها سُميت بذلك نسبةً إلى آلة «الدِنْگْ» التي كانت تستخدم لهرش التمن وتقشيره، وكانت هذه الآلة موجودة في دكان في محلة عگد الصخر بمحلة الدنگچية.
كانت تحد محلة الدنگچية قبل التقسيم من الغرب محلة جديد حسن باشا ويفصلها شارع المتنبي، وشمالاً محلة العاقولية ومحلة إمام طه ومحلة الدشتي، ويفصل الدنگچية عن شارع باب الآغا شارع الرشيد، ويحدها من الشرق محلة رأس القرية، ومن الجنوب يحد محلة الدنگچية نهر دجلة.
وكانت محلة الدنگچية تضم في الخارطة التي وضعها القائد الإنجليزي فيليكس جونز عام 1854 كلاً من محلات الميدان وجديد حسن باشا وباب الآغا والعاقولية والإمام طه والدشتي والموله خانه. وكتب جونز في مذكراته أن أبرز المباني العامة في محلة الدنگچية في القرن التاسع عشر هي جامع الآصفية وعگد الدنگچية وعگد سماكه وعگد عادلية الصغير وعگد شعبان بيك وعگد البارودچي وخان الدنگچية وجامع العادلية بالإضافة إلى قهوة الدنگچية.
ولم تُذكر الدنگچية في كتاب «دليل خارطة بغداد المفصل» الذي ألفه أحمد سوسة ومصطفى جواد رغم اعتمادهما على خرائط القائد فيليكس جونز التي وضعها عام 1846، ولم تُذكر في كتاب «تاريخ محاسن بغداد» الذي ألفه الشيخ ياسين العمري وحققهُ السيد ميعاد شرف الدين الجيلاني، على الرغم من شمول بحثه على كل محلات بغداد بجانبيها الكرخ والرصافة.
ويرجح أمين المميز في كتابهِ «بغداد كما عرفتها» سبب اختفاء محلة الدنگچية من التسمية إلى أحد الموظفين الإنجليز الذين تولوا إدارة الطابو في بغداد وأشرف هذا الإنجليزي على إعداد خارطة جديدة لبغداد، فأسند مهمة المسح إلى مساحين هنود يساعدهم بقايا موظفين من مخلفات الدولة العثمانية من موظفي الطابو، فوضعوا أول خارطة لبغداد عام 1918 وأصبحت تلك الخارطة هي المرجع الذي يُستند عليه فقطعوا أوصال محلة الدنگچية وأدمجوا قسماً منها بمحلة جديد حسن باشا والقسم الآخر بمحلة باب الآغا.